# Storia del tè in Cina
(Lù Yǔ, Chájīng cap. VI))

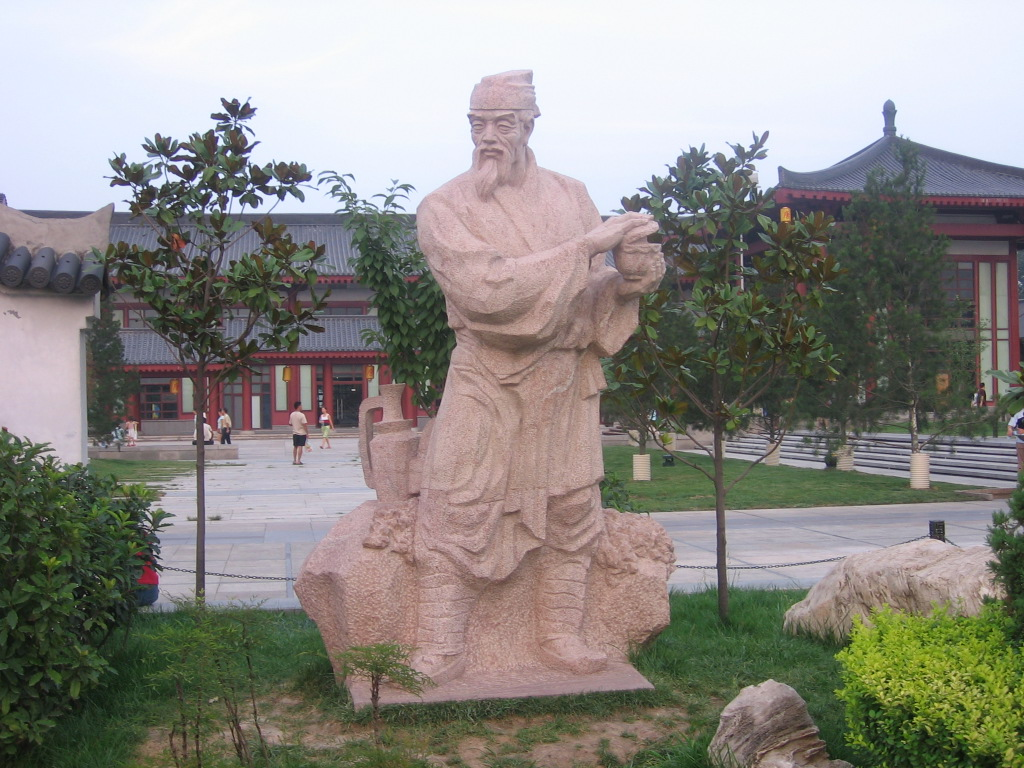
Statua di Lù Yǔ (陸羽, 733-804), l'autore del Canone del tè ((茶経, pinyin: Chájīng), a Xi'an.

La storia del tè in Cina è lunga e complessa. Anche se ha avuto origine in Cina durante la dinastia Tang, con tè cinese ci si riferisce generalmente a foglie di tè che sono state lavorate usando metodi trasmessi dalla Cina antica. Un antico e diffuso racconto cinese narra che il leggendario imperatore Shénnóng (神農) durante le sedute di preghiera era solito bere dell'acqua di fonte scaldata a fuoco vivo.
Un giorno delle foglie di Camelia caddero sull'acqua bollente e quasi istantaneamente ne rivelarono aromi e fragranze piacevoli. Da allora l'uso e la coltivazione di questo infuso e della sua pianta si allargarono a macchia d'olio in estremo oriente tramandando di generazione in generazione usi e costumi, realizzando dei veri e propri riti propiziatori prima di assumere la bevanda.
Al di là dei racconti leggendari è piuttosto difficile, dal punto di vista storico, risalire con certezza all'epoca in cui si è iniziato a consumare del tè in Cina, paese nel quale, va ricordato, l'umanità ha iniziato a consumare questa bevanda avviandola anche come cultura materiale. 
Nelle redazioni più antiche (III secolo d.C.) dello Shénnóng běncǎo jīng (神農本草經), trattato di medicina e di classificazione delle erbe attribuito al mitico Shénnóng, non compare alcun riferimento al tè. La prima classificazione del tè in questa opera compare solo nella redazione del VII secolo.
Un riferimento al tè potrebbe comparire nella ode, tra le altre, n.35 dello Shī jīng (詩經), opera la cui redazione è iniziata presumibilmente prima del X secolo a.C. e la cui sistematizzazione è attribuita a Confucio (VI secolo a.C.). Tuttavia è molto probabile che il carattere che vi compare, 荼 (tú) indichi una pianta differente dal tè, il sonchus oleraceus. Infatti l'Ěryǎ (爾雅, Dizionario letterario) opera risalente per alcune parti al III secolo a.C. offre come definizione di 荼 (pinyin tú) il termine 苦菜 (pinyin kǔcài, erba amara), che corrisponde proprio al sonchus oleraceus, erba tutt'oggi utilizzata nella cucina cinese. Lo stesso Ěryǎ descrive il carattere 檟 (pinyin: jiǎ) con il carattere 荼 (pinyin tú) qualificandolo come amaro.
Guō Pú (郭璞, 276-324) nel suo "Commento all'Ěryǎ" (爾雅注, Ěryǎ zhù) spiega che 檟 (pinyin: jiǎ) è una pianta da cui si ricava un infuso: le prime foglie sono chuăn quelle più tardive sono tú, in questo caso, invece, l'autore potrebbe riferirsi proprio alla piante del tè. 
Nel Sānguó Zhì (三國志, III secolo) compilato da Chén Shòu (陳壽, 233-297) viene riportato che Sūn Haò (孫皓, regno: 264-280) l'ultimo imperatore del Regno di Wú (吳) nel corso di un banchetto fece segretamente servire del chuăn al posto del vino di cereali al grande precettore Wéi Yào (韋曜).
Nel Guǎngyǎ (廣雅/广雅) redatto da Zhāng Yī (張揖, ?-227/232) viene riportato che nel Sichuan e nello Hubei le foglie di tè dopo essere state raccolte venivano pressate in tavolette e quindi arrostite fino a prendere un colore argilloso, infine sminuzzate per le infusioni o i decotti in cui venivano aggiunte cipolla, zenzero e scorza di mandarino.
Nelle prime redazioni del classico cinese sull'agricoltura, il Qí mín yào shù (齊民要術, VI secolo d.C.) non compare alcun riferimento alla coltivazione del tè, ciò è probabilmente dovuto al fatto che tale pianta fino a quel momento non veniva coltivata essendo le foglie del tè raccolte da piante selvatiche (Cortesi, 1946).
Inoltre sembrerebbe accertato che almeno fino al VI secolo in Cina la bevanda del tè fosse utilizzata come medicinale e preparata come decotto piuttosto che come infuso. (Ukers, 1935)
Per Lù Yǔ (陸羽, 733-804) nel suo Canone del tè (茶經, pinyin: Chájīng) il carattere 檟 (pinyin: jiǎ) è sinonimo di 茶 (pinyin chá) ovvero del tè. Così il Chájīng (1,1) di Lù Yǔ «I caratteri per indicare il tè hanno talora il radicale "erba", talora il radicale "albero", talora "erba" e "albero" insieme. Con il radicale "erba" si fa il carattere chá [茶]. Questo carattere compare nel Kaiyuan wenzi yinyi. Con il radicale "albero" si fa il carattere jiǎ [檟]. Questo carattere appare nel Bencao. Con "erba" e "albero" insieme si fa il carattere tú [荼]. Questo carattere appare nello Erya.».
I caratteri 荼 (pinyin tú) e 茶 (pinyin chá) anche se sembrano simili conservano delle precise differenze, ma nel VII capitolo del Chájīng, quando riporta i riferimenti in opere anteriore alla sua, Lù Yǔ sostituisce sistematicamente tú con chá.
Come nota Marco Ceresa, nella sua introduzione al Canone del tè di Lù Yǔ, «In conclusione, è possibile supporre che tú [荼] significasse tè già in epoca molto antica, anche se non si hanno precisi riferimenti al suo uso come bevanda. Probabilmente il fatto che tú avesse due significati principali, ovvero "erba amara" (cioè cicerbita, cicoria, lattuga eccetera) e tè, poteva creare confusione, pertanto si provvide a cambiarne l'aspetto grafico quando il carattere si riferiva al tè.».
Nel suo commentario allo Shìshuō xīnyǔ (世說新語, Annali degli Han Anteriori), Yán Shīgǔ (顏師古, 581–645) sostiene tale che differenziazione avvenne sotto la dinastia Han.
Tuttavia la divisione dei termini 荼 (pinyin tú) e 茶 (pinyin chá) si concretizzò con la diffusione del Canone del tè di Lù Yǔ nel IX secolo.
La sovrapposizione di questi due caratteri e il fatto che potessero indicare sia il tè che altre erbe, queste "amare", rende difficile stabilire con contezza quando le antiche fonti cinesi indichino il tè e quando altre erbe.
Il Canone del tè di Lu Yu è il capostipite di un'importante tradizione di saggi dedicati al tè, o a specifici aspetti della sua preparazione. Nel corso dell'epoca imperiale in Cina sono stati scritti oltre cento chashu 茶書, trattati sul tè. Circa meta di questi ci sono pervenuti come testi interi o come frammenti di una certa lunghezza.
In Cina si usa suddividere la storia del tè secondo la successione delle dinastie imperiali, facendo riferimento ai sistemi di lavorazione delle foglie e preparazione della bevanda descritti nei principali chashu di ogni dinastia.

## Dinastia Tang
Il testo più importante è rappresentato dal Canone del tè di Lu Yu, cui si aggiungono il Jiancha shuiji 煎茶水記 di Zhang Youxin 張又新, interamente dedicato alla classificazione delle acque più adatte alla preparazione del tè, e altri sei testi pervenutici solo come frammenti.
La lavorazione del tè descritta nel Canone del tè prevedeva le seguenti fasi: raccolta, vaporizzatura delle foglie, battitura, posa negli stampi, essiccazione e affinamento. Il prodotto finito si presentava in forma di pani di tè pressato.
Il sistema di preparazione prescritto da Lu Yu era quello del tè bollito zhucha 煮茶 o jiancha 煎茶.
Per preparare la bevanda si prendeva un pezzetto di tè pressato, lo si abbrustoliva, una volta raffreddato lo si polverizzava e si versava la polvere di tè dentro a un calderone di acqua bollente precedentemente salata. Poi il decotto veniva servito nelle tazze servendosi di un mestolo.
A partire dalla dinastia Tang, le mattonelle di tè sono usate abitualmente come moneta.